# Drehu
Le drehu (autonyme : qene drehu, /de.hu/), anciennement appelé dehu ou lifou, est une langue austronésienne du groupe des langues kanak parlée principalement sur l'île de Lifou, dans l'archipel des îles Loyauté, en Nouvelle-Calédonie.
C'est la langue kanak qui comporte le plus de locuteurs. En 2014, ils sont 15 949,, à Lifou mais également dans le Grand Nouméa, où le drehu est la principale langue kanak avec environ 9 300 locuteurs[réf. souhaitée]. Elle a aujourd'hui le statut de langue régionale faisant partie des cinq langues kanak sur vingt-huit autorisées en option au baccalauréat, sur place ou en France métropolitaine.
La langue drehu est également enseignée depuis 1973 à l'Institut national des langues et civilisations orientales (INALCO), à Paris, et depuis 2000 à l'université de la Nouvelle-Calédonie, à Nouméa.
L'Académie régionale drehu de l'Académie des langues kanak est inaugurée le 26 mars 2008. En 2009, Léonard Drilë Sam publie un ouvrage intitulé Propositions d'écriture de la langue drehu afin de normaliser l'orthographe de la langue.
Langue de tradition orale, elle a été pour la première fois transcrite au milieu du XIXe siècle par les missionnaires britanniques et polynésiens de la London Missionary Society. Depuis, plusieurs normes orthographiques étaient en usage.
Un certain registre de la langue drehu appelé qene miny, aussi considérée comme une langue à part entière,  était autrefois utilisé pour s'adresser aux chefs.

## Phonologie
Le drehu comporte 46 phonèmes : 14 voyelles, dont 7 courtes et 7 longues, et 32 consonnes.

### Voyelles
Tableau des phonèmes vocaliques du drehu selon l'Académie des langues kanak.
|            | Antérieure | Postérieure |
| ---------- | ---------- | ----------- |
| Fermée     | i ː        | u ː         |
| Moyenne    | e ː        | o ː         |
| Mi-ouverte | ɛ ː        | ʌ ː         |
| Ouverte    |            | ɑ ː         |

Les sept voyelles du drehu peuvent être courtes ou longues. L'allongement de la voyelle a valeur phonémique.

### Consonnes
Tableau des phonèmes consonantiques du drehu selon l'Académie des langues kanak.
|                        | Bilabiale | Labio- dentale | Dentale | Alvéolaire | Palato- alvéolaire | Alvéo- palatale | Palatale | Vélaire | Glottale |
| ---------------------- | --------- | -------------- | ------- | ---------- | ------------------ | --------------- | -------- | ------- | -------- |
| Occlusive et affriquée | p (b)     |                | t̪ d̪     | t d        |                    | t͡ʃ (d͡ʒ)         | c ɟ      | k g     |          |
| Nasale                 | m̥ m       |                |         | n̥ n        |                    | ɲ̊ ɲ             |          | ŋ̊ ŋ     |          |
| Fricative              |           | f (v)          | θ ð     | s z        | ʃ                  |                 |          | x       | h        |
| Latérale               |           |                | l̥ l     |            |                    |                 |          |         |          |
| Semi-voyelle           | w̥ w       |                |         |            |                    |                 |          |         |          |
| Roulée                 |           |                |         | r          |                    |                 |          |         |          |

Presque toutes les consonnes du drehu ont une version sourde et une version voisée, à part /ʃ/, /h/, /r/ et /x/.

## Écriture
Le drehu s'écrit à l'aide de l'alphabet latin. Depuis 2009, un système d'écriture normalisé existe, proposé par Léonard Drilë Sam de l'Académie des langues kanak.
L'alphabet drehu comporte vingt-cinq lettres de base notant chacune un phonème. Les phonèmes restant sont notés par des digrammes, des trigrammes ou un tréma sur les lettres ‹ ë › et ‹ ö ›. Les voyelles longues sont marquées par une double voyelle écrite : ‹ aa › pour la voyelle longue /ɑː/ en opposition à ‹ a › pour la voyelle courte /ɑ/.
Les lettres de bases reprennent l'alphabet latin à sauf la lettre y : a, b, c, d, e, f, g, h, i, j, k, l, m, n, o, p, q, r, s, t, u, v, w, x, z.
La lettre ‹ y › est utilisée seulement dans le digramme ‹ ny › et le trigramme ‹ hny ›.
| Graphème | a   | aa   | b   | c   | d   | dj  | dr   | e   | ee   | ë   | ëë   | f   | g   | h   | hl  | hm  | hn   | hng | hny  | i   | ii   | j   | k   |
| Phonème  | /ɑ/ | /ɑː/ | /b/ | /c/ | /d̪/ | /ɟ/ | /dʒ/ | /e/ | /eː/ | /ɛ/ | /ɛː/ | /f/ | /g/ | /h/ | /l̥/ | /m̥/ | /n̥/  | /ŋ̊/ | /ɲ̊/  | /i/ | /iː/ | /ð/ | /k/ |
| Graphème | l   | m    | n   | ng  | ny  | o   | oo   | ö   | öö   | p   | q    | r   | s   | sh  | t   | th  | tr   | u   | uu   | v   | w    | x   | z   |
| Phonème  | /l/ | /m/  | /n/ | /ŋ/ | /ɲ/ | /o/ | /oː/ | /ʌ/ | /ʌː/ | /p/ | /w̥/  | /r/ | /s/ | /ʃ/ | /t/ | /θ/ | /tʃ/ | /u/ | /uː/ | /v/ | /w/  | /x/ | /z/ |

## Grammaire
Comme la plupart des langues océaniennes, le drehu a trois nombres grammaticaux : le singulier, le duel et le pluriel. Il fait également la distinction entre le nous inclusif et le nous exclusif.

### Pronoms personnels
Singulier
- Eni/ni : je, moi
- Eö/ö : tu, toi
- Nyipë/nyipëti : vous de politesse, lorsque l'on s'adresse à un aîné ou à un chef (joxu)
- Nyipo/nyipot(i) : vous de politesse quand on s'adresse à une aînée
- Angeic(e) : il, elle
- Nyidrë/nyidrët(i) : il, lorsque l'on évoque un aîné
- Nyidro/nyidrot(i) : elle, lorsque l'on évoque une aînée
- Xapo : il, elle (quand la personne est absente)
- Ej(e) : il, elle (pour une chose, un animal)

Duel
- Eaho/ho : nous deux (interlocuteur exclus, moi et lui)
- Easho/sho (easo/so) : nous deux (interlocuteur inclus, toi et moi)
- Epon(i)/pon(i) : vous deux
- Eahlo : ils, elles deux
- Lue ej(e) : ils, elles, eux deux (pour deux choses, deux animaux)

Pluriel
- Eahun(i)/hun(i) : nous (interlocuteur exclus, eux et moi)
- Eashë/shë, easë/së : nous tous (interlocuteur inclus)
- Epun(i)/pun(i) : vous tous
- Angaatr(e) : ils, elles, eux
- Itre ej(e) : ils, elles, eux (pour les choses, les animaux)

### Marqueurs aspectuels
- A exprime que l'action est en train de s'accomplir ou un état présent.
  - Eni a papaathe la wahnawa : Je suis en train de râper la banane.
  - Nyipë a tro ië ? : Où vas-tu ?
  - Angeic a madrin : Il/elle est content(e).
- Kola exprime l'idée d'un constat présent.
  - Kola mani : Il pleut.
  - Kola hnötr : Il fait froid.
  - Kola meköl la nekönatr : L'enfant dort.
  - kola qaja : on dit… il se dit...
- Ka : exprime un état permanent, durable ou un résultat
  - foë ka mingömingö : une jolie fille
- Hna exprime l'accompli.
  - Hna mani : Il a plu.
  - Hnenge hna si e kuhu hnagejë : Je me suis baigné (en bas) à la mer.
  - Hnei nyidrë hna qaja ka hape… : Il a dit que…
- Ha : exprime l'accomplissement d'un acte ou d'un phénomène attendu
  - Angeic ha xulu : il est enfin arrivé.
  - Kola ha hetre iön : l’arbre à pain a donné des fruits
- Kolo exprime l'idée d'un constat passé.
  - Kolo sineng : C'était mon ami (il ne l'est plus).
  - Tha kolo kö a mani : Il ne pleut plus.
- Ase hë exprime que l'action est définitivement terminée.
  - Ase hë ni xeni la koko : J'ai terminé de manger l'igname.
  - Ase hë la ini : Le cours est terminé.
- troa/ tro… a exprime une action non encore accomplie (futur), mais aussi le devoir, "il faut"
  - Troa mani : il pleuvra.
  - Tro ni a xen : Je vais manger.
  - Tro ni a tro e kohië la macatre ka troa xulu : J'irai là-bas (dans la direction de l'est, sous entendu en Europe), l'année prochaine.
  - Tro epuni a ujëne la hna cinhyihane celë : Vous devez traduire ce texte.
  - Troa huliwa : il faut travailler.
- Tha… kö : exprime la négation
  - Tha 'tre kö ni : je ne sais pas
- The… kö : indique l'interdiction
  - The ewekë kö ! : Ne parle pas, tais-toi !
- Jë : exprime l'injonction, l'ordre.
  - xeni jë ! : mange !

## Annexe

### Sources
- « Drehu », sur alk.nc, Académie des langues kanak (consulté le 12 août 2020).